# Sirohi Point
Der Sirohi Point ist eine Landspitze in der antarktischen Ross Dependency. In der Königin-Alexandra-Kette liegt sie an der Nordflanke der Mündung des Alice-Gletschers in den Beardmore-Gletscher.
Das Advisory Committee on Antarctic Names benannte sie 1966 nach dem indischen Biologen Giri Raj Singh Sirohi, der von 1960 bis 1961 als erster Inder auf dem antarktischen Kontinent auf der McMurdo Station tätig war.